# Джаузджан
Джаузджа́н (пушту ‎и дари جوزجان — Jowzjān) — провинция на севере Афганистана. На востоке граничит с провинцией Балх, на западе с — Фарьяб, на юге — с Сари-Пуль, а на севере — с Туркменистаном. Вблизи узбекской границы. Административный центр — город Шибарган.

## История
Наиболее ранним названием данной провинции является форма Гузган. В X веке здесь находилось княжество, которым правила местная династия Феригунидов, находившаяся в вассальной зависимости от Саманидов. Основное население — узбеки и таджики. 2—4 августа 1998 захвачен движением Талибан. В провинции развита газовая промышленность.
В кишлаке Ходжадукух уезда Шибирган провинции Джаузджан в бедной семье дехканина, этнического узбека и его жены туркменки в 1954 году родился сын, Абдул-Рашид Дустум — афганский военный и политический деятель; генерал, один из двух действующих вице-президентов Афганистана, дважды Герой Афганистана (1986 и 1988).
В 2017 году на территории провинции Кари Хекмат организовал вилоят Исламского государства, призвав несколько сотен иностранных боевиков: уйгуров, пакистанцев, узбеков и чеченцев. По словам беженцев из региона, женщин насильно выдают замуж, несогласных и иноверцев казнят, а детей обучают военному делу.

## Археология
Одной из достопримечательностей Джаузджана являются руины античного города Емши-Тепе.

## Административное деление

Районы провинции Джаузджан.

Провинция Джаузджан делится на 11 районов.
- Акча;
- Дарзаб;
- Каркин;
- Куш-Тепа;
- Мардьян;
- Мингаджик;
- Файзабад;
- Хаджа-Ду-Кох;
- Хамьяб;
- Ханика;
- Шибарган.

## Города и населённые пункты
Основными крупными городами провинции являются (2006):
- Шибарган с населением в 38 100 человек;
- Акча с населением в 35 300 человек;
- Каркин с населением в 10 600 человек.